# Divékújfalu
Divékújfalu (szlovákul Diviacka Nová Ves) község Szlovákiában, a Trencséni kerületben, a Privigyei járásban. Verbény tartozik hozzá.

## Fekvése
Privigyétől 16 km-re északnyugatra, a Nyitrica-patak partján fekszik.

## Története
A régészeti leletek tanúsága szerint a község területe már a korai bronzkorban lakott volt, a lausitzi kultúra települése állt itt.
A mai falut 1271-ben „Deueche” néven említik először.
A 18. század végén Vályi András így ír róla: „ÚJFALU. Divék Újfalu. Nyitra Várm. fekszik Divékhez közel, mellynek filiája; határja is hozzá hasonlító.”
Fényes Elek 1851-ben kiadott geográfiai szótárában így ír a faluról: „Divék-Ujfalu, Nyitra m. tót falu, 383 kath., 4 evang., 12 zsidó lak. F. u. Rudnay és Divéky nemzetség. Ut. p. Privigye.”
Borovszky Samu monográfiasorozatának Nyitra vármegyét tárgyaló része szerint: „Divék-Ujfalu és Szomorfalu egyesített rudnóvölgyi községek, melyekhez Beznakfalva is csatoltatott. Szintén a Rokos nevü hegy lábánál fekszik. Lakosainak száma 461, vallásuk r. kath. (65 izraelita). Posta- és vasúti állomása Nyitra-Novák, távirója Privigye. Divék-Ujfalut a Divék nemzetségbeliek alapították. 1270. előtt Divecske név alatt szerepel. Kath. temploma, mely fallal van körülvéve, nagyon régi, de 1820–28 között ujra építették. Kegyura a Rudnay-család. Itt izr. imaház is van, mely 1886-ban épült. A községben három érdekes régi várkastély van. Az egyik, mely jelenleg Rudnay Istváné, 1380-tól 1401-ig épült, a mely utóbbi évben a várárkokat és sánczokat fejezték be. E várkastély, mely akkoriban az Ujfalussy és a Rudnay-családé volt, a XVI. században az Ujfalussyak birtokába került és gróf Ujfalussy Károly halálával a Rudnay-családra szállott. 1818 óta Rudnay Elek (Rudnay Sándor primás testvére) birta, a kitől a jelenlegi tulajdonos örökölte. A másik várkastélyt az Ujfalussyak már mint bárók, a XVII. században építtették, a XVIII. században pedig kibővítették; később, örökség útján, Rudnay Dénesre szállott, aki 1886-ban eladta. Jelenleg idegen kézen van és tulajdonosa szeszgyárrá alakította át belsejét. A harmadik várkastély Rudnay Jusztin tulajdonában van. Ezt gróf Ujfalussy Mátyás özvegye, Károlyi Éva, a XVIII. század közepén építtette. Később szintén a Rudnayakra szállott és örökség útján került a jelenlegi tulajdonos birtokába. Rudnay Jusztin kertjében egy rendkívül ritka terjedelmű és teljesen egészséges, óriási hársfa áll, mely egyike az ország legritkább példányainak. Rudnay István birtokában van az Ujfalussy és Rudnay családok érdekes levéltára, melyben, többek közt, 11 Árpád-kori oklevél van. Legrégibb köztük egy 1242-ben Akur, Bojon és Eszte (Joakun-nak, a nyitrai vár comesének fiai) közt létrejött osztály-levél. Ugyancsak a Rudnay István tulajdonát képező kastély pinczéjében a 30-as években XV. századbeli fegyverzeteket találtak, a község határában pedig többször bukkantak elásott pénzekre. Az utolsó ily lelet a 80-as években történt, amikor egy juhász körülbelül 300 drb apró arany- és ezüstpénzt talált; a község fölött elterülő hegyekben pedig gyakran fordulnak elő kőkorszakbeli cserepek. 1808-ban a községben pórlázadás volt. Értelmi szerzője báró Splényiné, szül. gr. Ujfalussy Gabriella, ki – mert a divék-ujfalusi birtokot a Rudnay családnak itélték oda és adták át végrehajtás útján – Valaszka-Belától kezdve, az egész rudnóvölgyi községek jobbágyait leitatva, mintegy 5000 emberrel a várkastélyt megostromolta és a birtokot visszafoglalta, mely alkalommal Turchányi János volt vértes-ezredes, ki mint vendég tartózkodott ott, fejére halálos ütést kapott. Ujfalussy grófnő fölött törvényt tartottak s fogságra ítélték, melyet bűnszerző ügyvédjével együtt Nyitrán ki is töltött.”
A trianoni diktátumig Nyitra vármegye Privigyei járásához tartozott.
1960-ban csatolták hozzá Verbényt.

## Népessége
| Év:            | 1994. | 2004.   | 2014. | 2024.   |
| -------------- | ----- | ------- | ----- | ------- |
| Emberek száma: | 1730  | 1754    | 1754  | 1760    |
| Eltérés:       |       | +1,38 % | +0 %  | +0,34 % |

| Év:            | 2023. | 2024.   |
| -------------- | ----- | ------- |
| Emberek száma: | 1761  | 1760    |
| Eltérés:       |       | -0,05 % |

1880-ban 450-en lakták, ebből 340 szlovák, 58 magyar, 35 német anyanyelvű és 17 csecsemő. Verbény 151 lakosából 138 szlovák, 7 német, 2 magyar anyanyelvű és 4 csecsemő volt.
1910-ben 587-en lakták: 536 szlovák, 36 magyar és 15 német anyanyelvű. Verbény 240 lakosából 222 szlovák, 7 magyar, 2 német és 9 más anyanyelvű volt.
2001-ben 1794 lakosából 1783 szlovák volt.
2011-ben 1754 lakosából 1713 szlovák volt.
2021-ben 1790 lakosából 1766 (+1) szlovák, 3 magyar, (+1) ruszin, 5 (+4) egyéb és 16 ismeretlen nemzetiségű volt.

## Neves személyek
- Itt született 1827-ben Rudnay István hites ügyvéd, 1848-as honvéd főhadnagy, országgyűlési képviselő, a budapesti királyi ítélőtábla bírája, Nyitra vármegye törvényhatóság bizottsági tag.
- Itt szolgált Zabojnik György (1608-1672), a Bányai evangélikus egyházkerület püspöke 1669-től haláláig.
- Itt szolgált Tarnóczi Márton (1620-1685) evangélikus püspök.

## Nevezetességei
- A Szentháromság tiszteletére szentelt római katolikus temploma a 16. században épült reneszánsz stílusban.
- A községnek három várkastélya van: egy 15. századi, a 18. században átalakított; egy 1610-ben; és egy pedig 1685-ben épült.

## Lásd még
- Verbény